# Округ Самтер (Џорџија)
Округ Самтер (енгл. Sumter County) је округ у америчкој савезној држави Џорџија.

## Демографија
По попису из 2010. године број становника је 32.819, што је 381 (-1,1%) становника мање 2000. године.
| Група             | 2000.          | 2010.          |
| Белци             | 15.672 (47,2%) | 13.413 (40,9%) |
| Афроамериканци    | 16.276 (49,0%) | 17.001 (51,8%) |
| Азијати           | 196 (0,6%)     | 421 (1,3%)     |
| Хиспаноамериканци | 891 (2,7%)     | 1.717 (5,2%)   |
| Укупно            | 33.200         | 32.819         |